# Cora Campbell
Cora Campbell (* 28. Mai 1974 in Montreal) ist eine ehemalige kanadische Wasserballspielerin. Sie war 2001 und 2005 Weltmeisterschaftsdritte. 1999 gewann sie die Goldmedaille und 2003 sowie 2007 die Silbermedaille bei den Panamerikanischen Spielen.

## Sportliche Karriere
Die 1,78 m große Cora Campbell spielte von 1992 bis 2007 international. Sie belegte mit der kanadischen Nationalmannschaft den fünften Platz bei der Weltmeisterschaft 1994 und den sechsten Platz bei der Weltmeisterschaft 1998. 1999 stand Frauen-Wasserball erstmals bei den Panamerikanischen Spielen auf dem Programm. Beim Turnier in Winnipeg spielten die fünf angetretenen Mannschaften in der ersten Runde gegeneinander. Danach trugen die vier besten Mannschaften das Halbfinale aus. Im Finale trafen die Teams aus Kanada und aus den Vereinigten Staaten aufeinander und Kanada siegte mit 8:6. 2000 in Sydney war Frauen-Wasserball erstmals ein olympischer Wettbewerb. Auch hier spielten in der Vorrunde alle angetretenen sechs Teams gegeneinander. Als Fünfte der Vorrunde besiegten die Kanadierinnen das Team aus Kasachstan im Spiel um den fünften Platz mit 9:8. Cora Campbell war in allen sechs Spielen dabei und erzielte insgesamt fünf Tore.
2001 bei der Weltmeisterschaft in Fukuoka belegten die Kanadierinnen in ihrer Vorrundengruppe den dritten Platz. Im Viertelfinale besiegten sie die Russinnen mit 9:8 in der dritten Verlängerung. Nach einer 3:4-Halbfinalniederlage gegen die Ungarinnen bezwangen die Kanadierinnen das Team aus den Vereinigten Staaten im Kampf um Bronze mit 6:5. Zwei Jahre später bei der Weltmeisterschaft 2003 in Barcelona unterlagen die Kanadierinnen im Halbfinale den Italienerinnen und im Spiel um den dritten Platz den Russinnen. Bei den unmittelbar nach der Weltmeisterschaft stattfindenden Panamerikanischen Spielen in Santo Domingo besiegten im Finale die Weltmeisterinnen aus den Vereinigten Staaten die Mannschaft aus Kanada mit 7:3. 2004 in Athen belegten die Kanadierinnen in ihrer Vorrundengruppe den vierten und letzten Platz. Im Platzierungsspiel um den siebten Rang besiegten die Kanadierinnen die Mannschaft aus Kasachstan mit 10:4. Cora Campbell war in allen vier Spielen dabei und erzielte drei Tore. Bei der Weltmeisterschaft 2005 in Montreal unterlagen die Kanadierinnen im Halbfinale den Ungarinnen. Im Spiel um den dritten Platz siegten sie mit 8:3 über die russische Mannschaft. 2007 standen sich im Finale der Panamerikanischen Spielen in Rio de Janeiro wieder die Mannschaft aus den Vereinigten Staaten und die Kanadierinnen gegenüber, das US-Team siegte mit 6:4.
Cora Campbell begann beim CAMO-Club in Montreal. Sie studierte an der University of Calgary und spielte in dieser Zeit für die Calgary Renegades. Nach ihrem Studienabschluss war Campbell auch als Profi in Europa aktiv.
Als bei den 2021 ausgetragenen Olympischen Spielen in Tokio erstmals nach 2004 wieder eine kanadische Frauenmannschaft bei Olympischen Spielen antrat, fungierte Cora Campbell als Co-Trainerin. Anfang 2022 wurde die Canadian Water Polo Hall of Fame eröffnet. In acht verschiedenen Kategorien erfolgte zum Start jeweils eine Aufnahme. In der Kategorie Sportlerin oder Sportler (Athlete) war Cora Campbell das erste Mitglied dieser Hall of Fame.